# 禽滑釐
禽滑釐（？—？），字慎子，是戰國時期魏國人，墨子弟子。

## 生平
禽滑釐早年学于子夏，後來拜墨子為師，曾詢問墨子小國如何防守大國攻城的方法。墨子很信任他，“尽传其学，与墨子并称”。禽滑釐嘗率墨者三百人，協助宋國守城，以抵禦楚國入侵。